# NGC 4738
NGC 4738 é uma galáxia espiral (Sc) localizada na direcção da constelação de Coma Berenices. Possui uma declinação de +28° 47' 18" e uma ascensão recta de 12 horas, 51 minutos e 08,9 segundos.
A galáxia NGC 4738 foi descoberta em 1 de Março de 1851 por William Parsons.